# Rustenburg
Rustenburg (jelentése afrikaans és holland nyelven: A nyugalom városa) egy 395 761 főt számláló (2001-es népszámlálási adat) város a Dél-afrikai Köztársaság Északnyugat tartományában, a Magaliesberg-hegység lábánál.

## Történelem
A várost 1851-ben alapították a környékbeli tanyák adminisztratív központjának, melyek citrusféléket, dohányt, földimogyorót, napraforgómagot, kukoricát és búzát termesztettek, valamint szarvasmarhát tartottak.
1851. február 10-én Rustenburgban alapították meg a Holland Református Egyházat.
A város első lakói között jó néhány indiai származású volt. Közülük az elsők között volt a Bhyat-család, akik sokat tettek a város fejlődéséért, ezért később a város egyik főutcáját is róluk nevezték el (Fatima Bhyat utca) . Fatima Bhyat 1877-ben érkezett a városba a férjével.